# Stušek
Stušek je slovenski priimek.
Znani nosilci priimka:
- Anton Stušek (1932–2023), strojni inženir, magister in višji predavatelj
- Avgust Stušek, planinec, geodet?
- Janez Stušek (*1969), ??
- Janez Stušek (*1978), odvetnik in direktor Sove
- Janko Sebastijan Stušek (*1947), slovenski filozof, sociolog in politik
- Peter Stušek (1944–2023), zoofiziolog, univ. prof.
- Petra Stušek, direktorica Zavoda Turizem Ljubljana